# Leonardów (województwo łódzkie)
Leonardów – wieś w Polsce położona w województwie łódzkim, w powiecie zgierskim, w gminie Zgierz. W latach 1975–1998 miejscowość administracyjnie należała do ówczesnego województwa łódzkiego.
| SIMC    | Nazwa   | Rodzaj    |
| ------- | ------- | --------- |
| 0416924 | Ukraina | część wsi |

Miejscowość wchodzi w skład sołectwa Józefów.